# École de Manchester
École de Manchester ou libéralisme manchestérien ou philosophie de Manchester est une expression utilisée au début du XXe siècle par Élie Halévy et A.V. Dicey à la suite de Ferdinand Lassalle pour désigner un libéralisme de laissez-faire (ce point de vue a été contesté par Grampp dans un livre paru en 1960 intitulé Manchester School of Economics). L’École de Manchester désigne aussi un groupe d’hommes à qui l’on doit l’abolition des Corn Laws et l'adoption du libre-échange par la Grande-Bretagne après 1846.

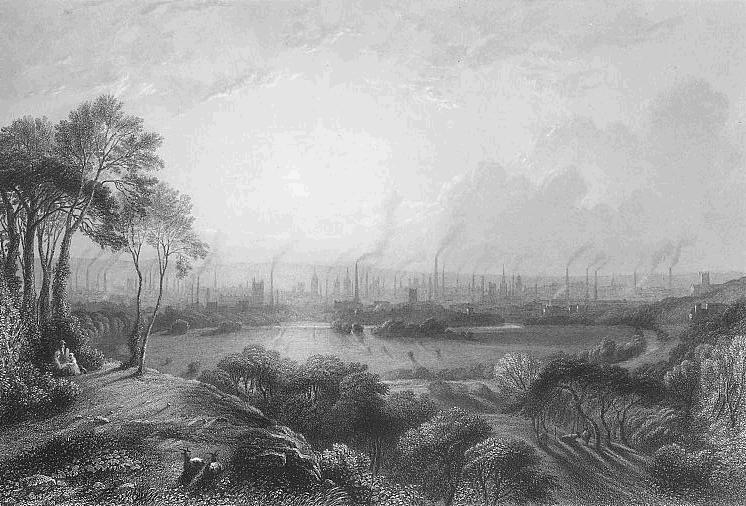
Manchester (ou Cottonopolis) comme parfois certains l’appelaient au début du XIXe siècle.

## Élie Halévy et le «libéralisme manchestérien»
Élie Halévy oppose la « philosophie de Westminster » à la « philosophie de Manchester ». La première, qu’il appelle aussi « radicalisme philosophique », est favorable à des réformes politiques, administratives et sociales.  Elle est soutenue par certains disciples de Bentham, comme Edwin Chadwick, George Grote, Southwood Smith, Francis Place, etc. La « philosophie de Manchester » se développe vingt ans après la mort de Bentham sur une base utilitariste simplifiée. Cette école est hostile à toute espèce de règlement et de loi.  Elle repose sur ce qu'il appelle l’identification spontanée des intérêts. Parmi ses partisans, il cite Richard Cobden et Herbert Spencer même si, dans son cas, il n'y a aucun lien avec le benthamisme. En fait, Halévy semble vouloir ici distinguer le radicalisme philosophique du courant de pensée très marqué par le laissez-faire qui va dominer le libéralisme à la fin du XIXe siècle. Toutefois, on peut se demander avec Grampp jusqu’à quel point il est fondé à assimiler l’École de Manchester et le laissez-faire.

## L’école de Manchester vue par William Grampp
D'après William Grampp, il n’y a jamais eu à proprement parler d’« École de Manchester ». Le terme même vient d’un de leur adversaire, Benjamin Disraeli, et n’a été utilisé qu’après l’abrogation des Corns Laws. En revanche, Richard Cobden et  John Bright (1811-1889) avaient créé la National Anticorn Law League (1838 -1846) pour faire abroger les lois sur le blé et plaider en faveur du libre-échange. Le mouvement lui-même était très divers sans réel corps de doctrine et n'était pas en faveur du laissez-faire.

### Les enjeux de la suppression des Corn Laws
Les lois sur le blé avaient été instaurées pour assurer un bon approvisionnement en blé et stabiliser son prix. De 1660 à 1765, la production de blé en Grande-Bretagne avait été excédentaire, ce qui ne fut plus le cas par la suite. Depuis, les lois avaient pour objectif de garantir un prix du blé relativement élevé en Grande-Bretagne grâce à une restriction des importations.
Dans ses Principes de l'économie politique et de l'impôt, David Ricardo avait avancé en 1817 que le niveau élevé des prix du blé avait pour effet de réduire les profits des entrepreneurs, dans la mesure où les salaires de l'industrie étaient indexés sur le prix des subsistances. La protection douanière n'avait donc comme effet que de modifier le partage de la richesse nationale en défaveur des entrepreneurs et au profit de la rente foncière.
Les propriétaires terriens craignaient pour leur rente en cas de suppression de la loi. Les industriels se fondant sur la doctrine des salaires de David Ricardo pensaient quant à eux que l'abrogation permettrait de baisser les salaires et de renforcer leur compétitivité. D'autres voyaient dans le libre-échange un moyen de faire face à la montée en puissance de l’Allemagne .
Enfin, certains pensaient que cela conduirait à une redistribution non seulement des revenus, mais aussi des pouvoirs politiques, qui impliquerait une réorganisation du parlement et une extension du nombre de votants (le vote était alors censitaire). C'est effectivement ce qui se produisit, en partie grâce à Bright.

### Les différents groupes constitutifs de l’école de Manchester
Grampp distingue cinq grands groupes :
- Les hommes d’affaires qui espéraient une augmentation de la demande de textile, ou des coûts salariaux plus faibles, ou l’arrêt de l’extension des usines à l’étranger, voire les trois ;
- Les hommes d’affaires humanistes qui voulaient améliorer le sort des ouvriers ;
- Les pacifistes comme Richard Cobden qui pensaient que le commerce limitait le risque de guerre. Ce groupe était opposé à la colonisation et à la notion d’Empire[6] ;
- Les membres du radicalisme philosophique de Londres. Toutefois, entre Manchester et Londres à l’exception de Francis Place, les choses ne furent jamais simples. Pour Grampp[7], les radicaux de Londres étaient plus réfléchis et plus portés aux manœuvres politiques que les hommes de Manchester à la fois plus proches des réalités et moins soucieux de compromis ;
- Les radicaux de la classe moyenne. Pour W. Grampp[8], ils furent l’élément moteur : « sans eux, le principe du libre-échange serait resté la propriété intellectuelle des économistes, et ne serait jamais devenu quelque chose dont auraient parlé les hommes dans les rues[9] ». Chez eux, le libre-échange va de pair avec un vaste programme de réforme parlementaire, de désarmement et d’arbitrage international des conflits, de promotion de l’éducation populaire, d’abolition de la peine capitale, d’égalité des droits, etc.

### Cobden et Bright après 1846
En 1852, R. Cobden et J. Bright firent campagne contre une tentative de restauration des lois sur le blé. En 1854, le Navigation Act, la dernière grande restriction au libre-échange, fut abrogée. Mais le pacifisme de Cobden le place assez rapidement en opposition avec l’opinion majoritaire, notamment lors de la guerre de Crimée. Malgré tout, il joue un rôle important en négociant avec le Français Michel Chevalier en 1860 le traité Cobden-Chevalier qui libéralisait le commerce entre la France et le Royaume-Uni.
John Bright quant à lui voulait accroître le pouvoir politique des classes moyennes et des ouvriers et était très sévère envers la classe dirigeante anglaise. Son opposition à la monarchie lui valut l’ire de la reine Victoria qui s’opposa en 1859 à ce qu’il participe au gouvernement de Lord Palmerston.
Pour W. Grampp, le libre-échange de laissez-faire ne vient pas d’eux mais de Spencer. Il rappelle que Alexander Neilson Cumming, qui a obtenu en 1880 le Prix Cobden, écrivait : « la vérité du libre-échange est obscurcie par la tromperie du laissez-faire».